# شون تايلور
شون تايلور (بالإنجليزية: Sean Taylor)‏ (و. 1983 – 2007 م) هو لاعب كرة قدم أمريكية، من الولايات المتحدة، ولد في ميامي، يلعب كمُؤمن ‏، توفي في ميامي، عن عمر يناهز 24 عاماً.

## التعليم
تعلم في Gulliver Schools ‏.

## وصلات خارجية
- شون تايلور على موقع إي إس بي إن.كوم (أن.أف.أل)3
- شون تايلور على موقع مرجع كرة القدم المحترفة.كوم (الإنجليزية)

- شون تايلور على موقع IMDb (الإنجليزية)
- شون تايلور على موقع إن إن دي بي (الإنجليزية)